# Cuartel de Hernán Cortés
El cuartel de Hernán Cortés fue un edificio de la ciudad española de Zaragoza, ya desaparecido.

## Descripción
Aparece descrito en la Guía de Zaragoza (1860) de Vicente Andrés con las siguientes palabras:

Cuartel de Hernan Cortes (Capuchinos).—Este edificio, que perteneció á los religiosos de dicha órden, ha sido transformado en un cuartel bastante capaz y de bonito aspecto, ofreciendo entre otras particularidades, una entrada con verjado de hierro y en su fachada una porcion de adornos alegóricos. Puede contener, aunque no con mucha holgura, un regimiento de infanteria. Se halla situado extramuros, frente á la puerta del Cármen y á la izquierda del camino que conduce á la Casa Blanca.
(Andrés, 1860, p. 234)

## Historia
El edificio se encontraba extramuros de la ciudad española de Zaragoza, junto a la puerta del Carmen. Primero perteneciente a religiosos capuchinos, fue dedicado luego a la labor de cuartel como muchas otras antiguas edificaciones religiosas desamortizadas en el XIX en Zaragoza.
El cuartel fue ampliado en 1864-1865, bajo la dirección del ingeniero militar Francisco Javier Zaragoza y Amar. En 1932 se conoce posteriormente la elaboración de dos murales en el cuartel, obra de José Borobio Ojeda y del profesor Román, durante el servicio militar del primero en el cuartel.
Durante la Transición, el consistorio de la ciudad entonces liderado por Ramón Sainz de Varanda se hizo con la propiedad del cuartel durante la operación cuarteles. El cuartel fue demolido años después, liberando 12 770 metros cuadrados de suelo urbano. La operación permitió  en su solar la edificación desde 1984 de viviendas, un aparcamiento subterráneo y varios equipamientos sociales entre los que destacan la biblioteca de Aragón y la sede de la junta del Distrito Centro.